# Ahmed Rami (1946)
Pour les articles homonymes, voir Ahmed Rami et Rami (homonymie).
Ahmed Rami, en arabe : أحمد رامي, est un ancien militaire marocain puis écrivain suédois. Rami est né le 19 décembre 1946 à Tafraout dans l'Anti-Atlas, au sud-ouest du Maroc.

## Biographie
Lieutenant de l'armée marocaine et opposant politique, il participe à une tentative de coup d'État contre le roi du Maroc Hassan II le 10 juillet 1971, change de camp, est condamné à mort et se rapproche du général Mohamed Oufkir. Antisémite « viscéral », il quitte le Maroc à la suite de la tentative de coup d'État d'Oufkir contre Hassan II et rejoint la Suède où il obtient l'asile politique en 1973. Il devient animateur radio sur Radio Islam en 1987, et y diffuse des programmes antisémites. Il est condamné pour incitation à la haine raciale à 6 mois de prison en 1990. En 1996, il crée le site Internet Radio Islam et héberge des sites néo-nazis, d'extrême-droite ou antisémites sur ses serveurs.
Pour Valérie Igounet, « les soubassements rhétoriques d'Ahmed Rami, nouvel héros de cette contestation, intègrent des thèses islamistes ultra-radicales imprégnées d'antisionisme et d'antisémitisme.»

## Œuvres
- Vad är Israel? (Qu'est-ce qu'Israël ?) (1988)  (ISBN 978-91-971094-0-6)
- Ett liv för frihet (Une vie pour la liberté) (1989), autobiographie  (ISBN 978-91-971094-1-3)
- Israels makt i Sverige (Le pouvoir d'Israël en Suède) (1989)  (ISBN 978-91-971094-2-0)
- Judisk häxprocess i Sverige (Chasse juive aux sorcières en Suède) (1990)  (ISBN 978-91-971094-4-4)
- Tabubelagda tankar (Pensées tabou) (2005)  (ISBN 978-91-975966-1-9)
- Qui gouverne le Maroc? (autobiographie)